# 파리스 이노스트로사
파리스 A. 이노스트로사 부디니치(Paris A. Inostroza Budinich, 1972년 9월 22일, 산티아고 ~)는 칠레의 에페 펜싱 선수이다. 그는 1996년, 2004년, 2008년, 그리고 2012년 하계 올림픽의 에페 개인전에 참가하였다.